# 섬개야광나무
섬개야광나무(Cotoneaster wilsonii)는 쌍떡잎식물 장미목 장미과 낙엽관목 식물이다. 대한민국 내 울릉도에 자생하는 고유수종이다. 이는 육지에서 자생하는 개야광나무 또는 둥근잎야광나무의 씨앗이 울릉도에 전파되어 뿌리내림으로서 명명되었다. 앞선 이유로 상위분류인 섬개야광나무속에 독립적으로 구분되며 꼭지윤노리나무, 윤노리나무, 아로니아와는 잎과 열매, 꽃의 색의 차이가 있어 구분된다. 울릉 도동 섬개야광나무와 섬댕강나무 군락이 대한민국의 천연기념물 제51호로 지정되어 있다.

## 특징
섬개야광나무의 키는 1.5에서 2m 정도이다. 어린 가지에 털이 달려 있으며 나무껍질은 잿빛이다. 잎은 어긋나며 난형 타원형 또는 도란형이며 양끝이 좁다. 꽃은 5~6월에 피며 색은 흰색이다. 꽃받침잎은 흰색이고 끝 부분에 털이 나있고 수술보다 긴 꽃잎은 2개이며 암술대가 있다. 9~10월에 6mm 길이의 열매를 맺으며 익으며 붉은색이며 달걀 모양이다.

## 같이 보기
- 울릉 도동 섬개야광나무와 섬댕강나무 군락